# Berkeley Square
Berkeley Square (Brasil: Romance Antigo ) é um filme norte-americano de 1933, do gênero fantasia, dirigido por Frank Lloyd  e estrelado por Leslie Howard e Heather Angel.

## Produção

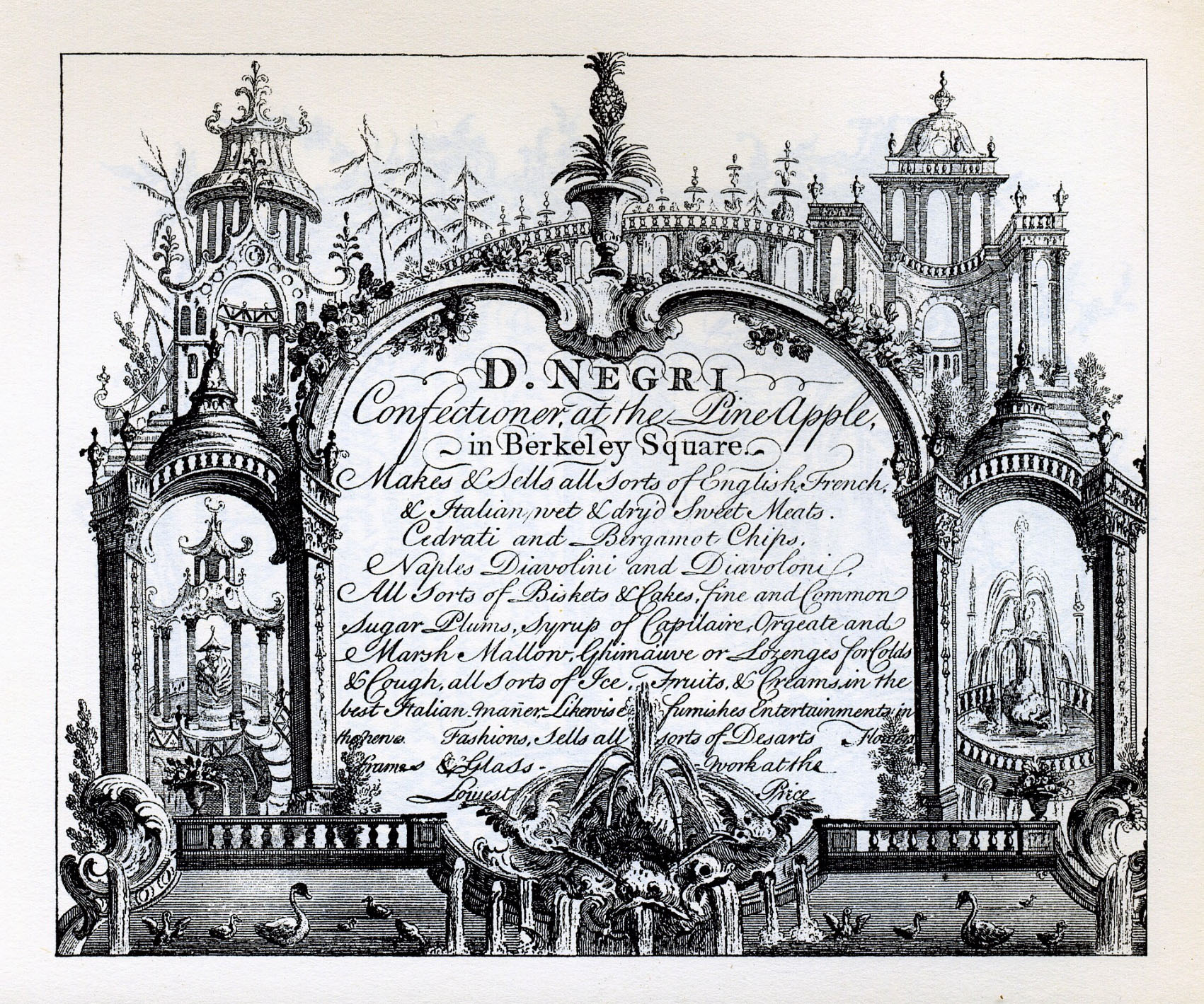
Cartão de visita de Domenico Negri, respeitado confeiteiro e sorveteiro italiano, muito ativo na Londres da segunda metade do século XVIII, época em que transcorre a ação do filme. Sua doceria, Pineapple, ficava exatamente na Berkely Square, praça construída em meados daquele século.

Considerado um dos melhores exemplares do gênero, pelo menos de seu tempo, Berkeley Square é baseado em peça de John L. Balderston, apresentada na Broadway entre novembro de 1929 e maio de 1930. O próprio autor, com o auxílio de Sonya Levien, fez a adaptação para o cinema. O texto da peça, por sua vez, foi baseado em The Sense of the Past, romance inacabado de Henry James, dado à luz postumamente em 1917.
Leslie Howard, ao repetir seu papel na montagem teatral, transmite com perfeição a tristeza sentimental do protagonista. Sua atuação, considerada por Ken Wlaschin a primeira das onze melhores de sua filmografia, rendeu-lhe uma indicação ao Oscar.

## Sinopse
Apaixonado pelo século XVIII, o cientista Peter Standish acidentalmente acaba transportado para a Londres de 1784. Ali, assume a identidade de um antepassado e cai de amores pela prima Helen. Os outros parentes acham que ele é uma espécie de feiticeiro, porque dá mostsra de conhecer o futuro muito bem. Desgostoso, Peter volta aos dias de hoje e descobre que a prima morreu nova e solteira. Entregue à solidão, ele espera reunir-se a ela, quando Deus quiser.

## Premiações
| Patrocinador                                  | Prêmio    | Categoria                   | Situação  |
| --------------------------------------------- | --------- | --------------------------- | --------- |
| Academia de Artes e Ciências Cinematográficas | Oscar     | Melhor Ator (Leslie Howard) | Indicado  |
| National Board of Review                      | NBR Award | Dez Melhores Filmes de 1933 | Escolhido |
| Film Daily                                    |           | Dez Melhores Filmes de 1933 | Escolhido |
| The New York Times                            |           | Dez Melhores Filmes de 1933 | Escolhido |

## Elenco
| Ator/Atriz           | Personagem            |
| -------------------- | --------------------- |
| Leslie Howard        | Peter Standish        |
| Heather Angel        | Helen Pettigrew       |
| Valerie Taylor       | Kate Pettigrew        |
| Irene Browne         | Lady Ann Pettigrew    |
| Beryl Mercer         | Senhora Barwick       |
| Colin Keith-Johnston | Tom Pettigrew         |
| Alan Mowbray         | Major Clinton         |
| Juliette Compton     | Duquesa de Devonshire |
| Betty Lawford        | Marjorie Frant        |
| Ferdinand Gottschalk | Senhor Throstle       |
| Samuel S. Hinds      | Embaixador            |
| Olaf Hytten          | Sir Joshua Reynolds   |
| David Torrence       | Lorde Stanley         |